# Санта Луча (Фрозиноне)
Санта Луча је насеље у Италији у округу Фрозиноне, региону Лацио.
Према процени из 2011. у насељу је живело 344 становника. Насеље се налази на надморској висини од 68 м.